# Thân nhân bậc ba
Thân nhân bậc ba hay người có quan hệ huyết thống bậc ba (tiếng Anh: third-degree relatives) là thuật ngữ chỉ những người có tỉ lệ gen tương đồng xấp xỉ 12.5% với chủ thể, họ bao gồm: ông bà cố, chắt, anh chị em họ đời gần nhất (con chú con bác, con cô con cậu và con dì con dà), anh chị em của ông bà, con cái của anh chị em cùng cha khác mẹ hoặc cùng mẹ khác cha (anh em nửa dòng máu).